# 武漢市中心医院
武漢市中心医院 （ぶかんしちゅうしんいいん、ウーハンしちゅうしんいいん、中国語: 武汉市中心医院、拼音: Wǔhànshì Zhōngxīn Yīyuàn）は、中華人民共和国湖北省武漢市江岸区の病院である。日本語のメディアからは武漢中央病院（ぶかんちゅうおうびょういん）という表記で言及されることがある。 
設立は1880年のことであり、漢口カトリック教会傘下のクリニックとして設立された。規模を拡大させたのち、1893年にカトリック病院と改名された。 
2019年12月16日、武漢華南海鮮卸売市場で勤務する65歳の2019新型コロナウイルス男性患者を受け入れ、医療関係者の感染が最も多い病院のひとつとなった

## 著名な医療関係者
- 李文亮 - 眼科医。李文亮は、のちに2019新型コロナウイルスと同定されるウイルスの流行に気づいた最初の医師のひとりである[9]。2019年12月30日、グループチャットで医療関係者と共有し「訓戒処分」を受けた。彼自身も、新型コロナウイルス感染者の治療にあたる中で感染し、自身が在籍する本病院に入院、のちに死去した[9]。

- 艾芬（英語版）（アイ・フェン） - 救急科主任医師。2019年12月、原因不明の肺炎を発症した患者について、SARSと同じ種類のコロナウイルスに感染した可能性があるとして、グループチャットで同僚の医師らに報告した。2020年3月10日、中国共産党機関紙人民日報傘下の時事週刊誌『人物』の取材に対して、武漢当局の隠ぺい体質を非難した[8]。